# Олеарий, Адам
А́дам Олеа́рий (нем. Adam Olearius; Адам Ольшлегель, ок. 24 сентября 1599, Ашерслебен — 22 февраля 1671, замок Готторп, Шлезвиг) — немецкий путешественник, географ, ориенталист, историк, математик и физик. Является конструктором и куратором создания с 1654 по 1664 года Готторпского глобуса:12.
Настоящая фамилия Адама — Ольшлегель (Oehlschlegel/Ölschläger). Он латинизировал её в Olearius.
Будучи секретарём посольства, посланного шлезвиг-голштинским герцогом Фридрихом III к персидскому шаху, записал и опубликовал свои заметки, собранные во время путешествия.

## Биография
Отец его был портным из Ашерслебена и вскоре после рождения сына умер, оставив семью в крайней бедности. Несмотря на это, Олеарию удалось в 1620 году записаться на теологический факультет Лейпцигского университета; параллельно он изучал философию и математику. В 1627 году он защитил диссертацию магистра философии, и в 1630—1633 годах преподавал в лейпцигских школах Св. Николая и Св. Фомы, а спустя пять лет стал асессором философского факультета:11—19. К этому времени он владел уже русским, арабским и персидским языками.
Бедствия Тридцатилетней войны 1618—1648 годов заставили Олеария покинуть Лейпциг и искать покровительства у шлезвиг-голштинского герцога Фридриха III.

## Путешествия

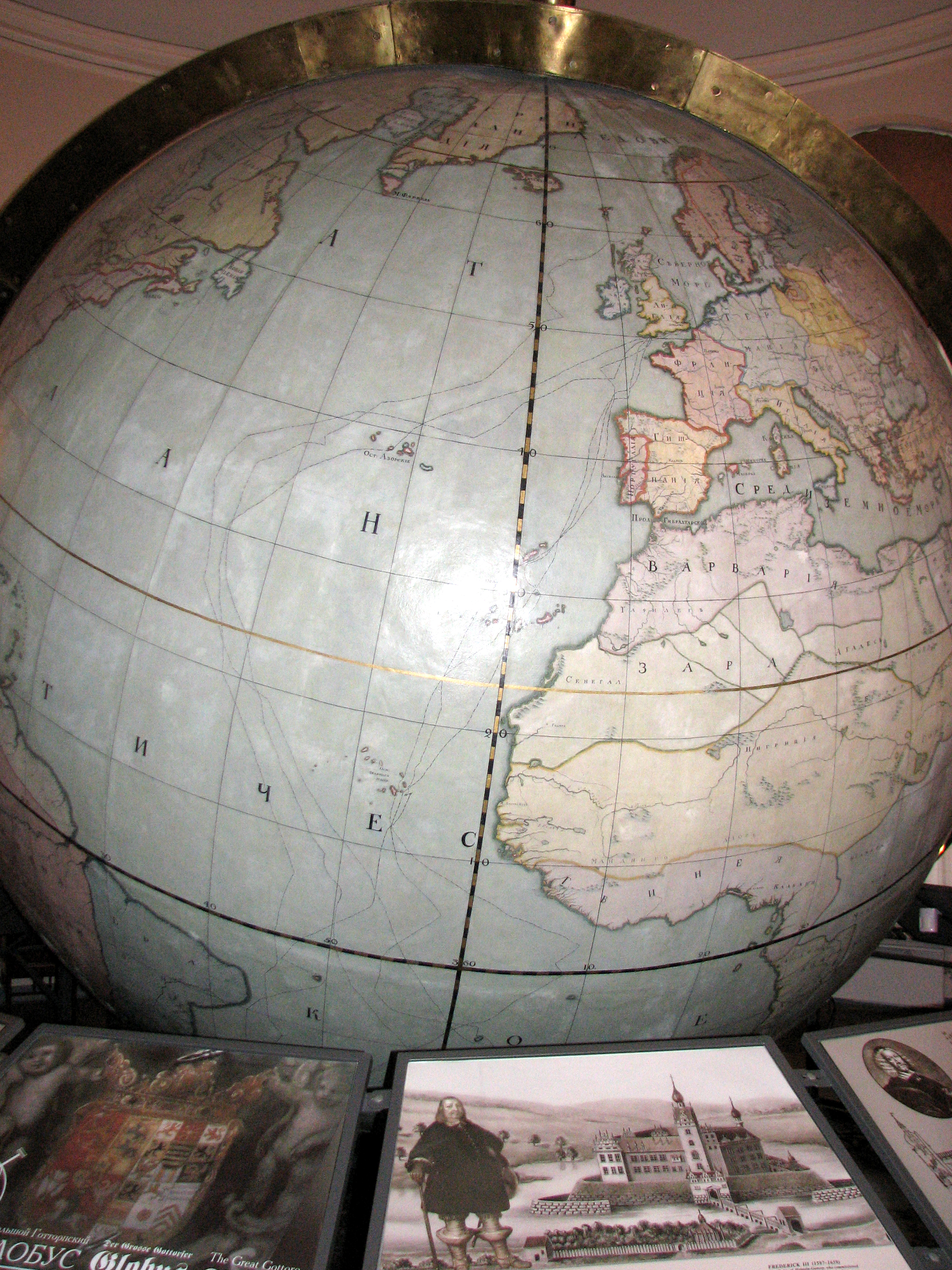
Готторпский глобус, сконструированный по проекту Олеария — некогда один из крупнейших в мире. Был подарен Петру I. В настоящее время находится в Кунсткамере.

### Первое путешествие в Русское царство
В 1633 году герцог Фридрих III отправил из своей резиденции в Готторпе посольство к русскому царю Михаилу Фёдоровичу и персидскому шаху Сефи I. Цель — завязать торговые сношения с Москвой и в особенности с Персией: герцог хотел забрать в свои руки сухопутную торговлю шёлком-сырцом. Во главе посольства стояли искусный дипломат Филипп Крузиус фон Крузенштерн из Эйслебена и гамбургский купец Отто Бругман (Брюггеманн). Их сопровождала свита в количестве 34 человек, а в качестве секретаря и, главным образом, переводчика, знающего языки тех стран, куда отправлялось посольство — Олеарий.
Морем достигнув Риги, посольство сухим путём прибыло в Нарву, где провело зиму и весну, а летом двинулось через Новгород в Москву. 14 августа 1634 года посольство торжественно въехало в русскую столицу и оставалось там 4 месяца. Получив согласие царя на пропуск голштинского посольства через русские пределы в Персию, посольство выехало 24 декабря обратно в Готторп, куда прибыло 6 апреля 1635 года.

### Путешествие через Русское царство в Персию
Вскоре после того было снаряжено второе посольство, во главе которого поставлены прежние лица, а Олеарий занял место не только секретаря, но и советника посольства. Посольство состояло более чем из 90 лиц, среди которых находились друг Олеария, молодой поэт Пауль Флеминг, и Иоанн Альбрехт фон-Мандельсло, известный своим описанием путешествия по Индии (описание это было впоследствии издано Олеарием).
Посольство везло богатые дары как московскому царю, так и персидскому шаху. 22 октября 1635 года оно отправилось из Гамбурга морем, но возле острова Гохланда потерпело кораблекрушение: подарки и верительные грамоты погибли, людям едва удалось спастись. Почти месяц странствовали они по Балтийскому морю, пока не добрались до Ревеля.

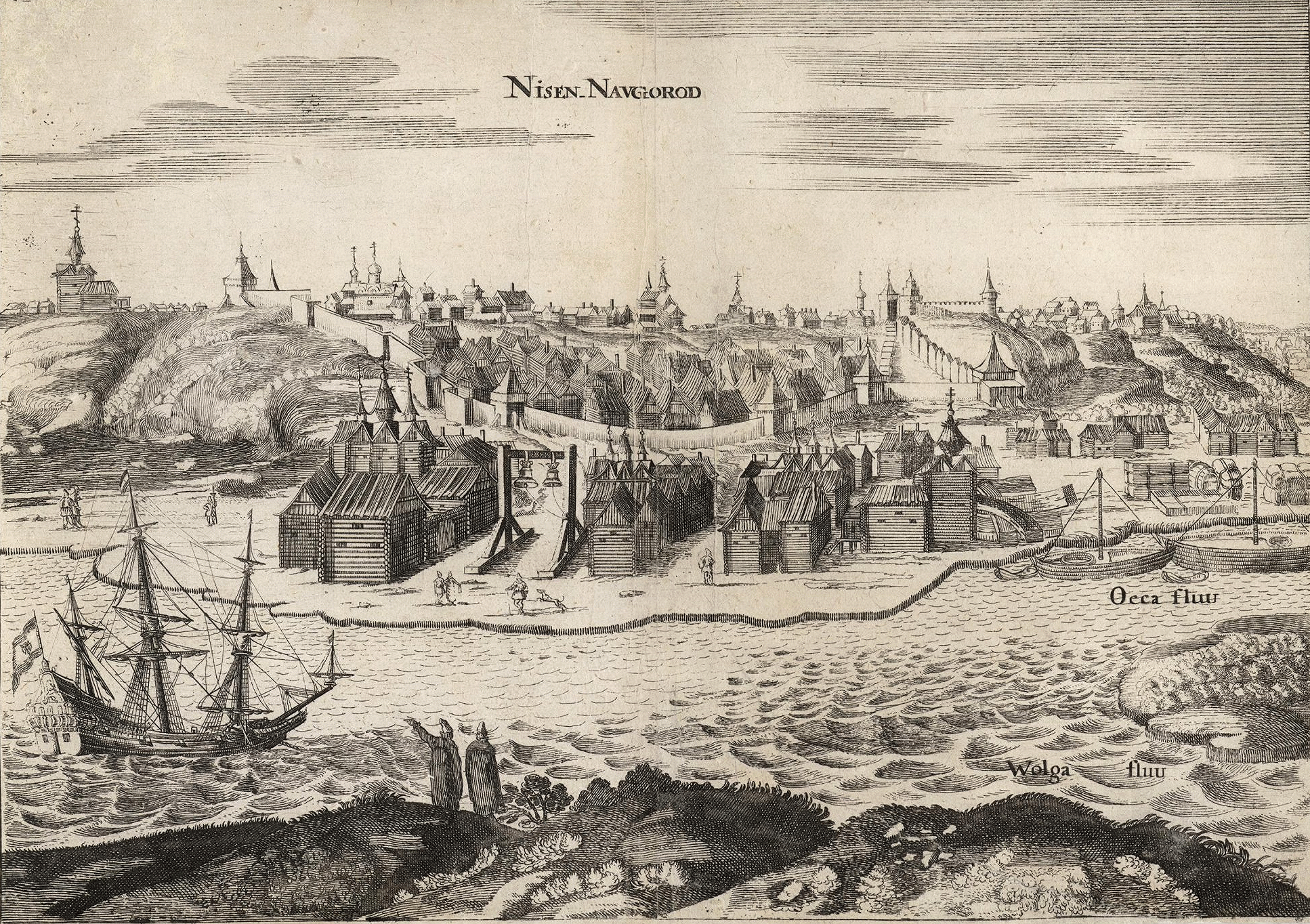
Вид Нижнего Новгорода из книги А. Олеария «Описание путешествия в Московию», Шлезвиг, 1656

29 марта 1636 года посольство имело торжественный въезд в Москву. Ехать в Нижний сразу посольство не решилось из-за испорченных дорог. В Москве Олеарий отметил Кремль и церковь Василия Блаженного, которые он тщательно зарисовал для книги. Олеарий описывал московитов (русских):
Мужчины у московитов большей частью рослые, крепкие и толстые люди, кожей и цветом лица схожие с прочими европейцами.
Московиты очень ценят длинные бороды и толстые животы. Те, у кого качества эти имеются, пользуются большим почетом.
Многие московиты всерьез верят, что в Троице-Сергиевской обители существует чудодейственный горшок, из которого сколько бы ни черпали щей для угощения братии, количество их не уменьшалось…
…Московский царь единолично управляет государством, почитая своими рабами крестьян, дворян и даже князей. Московитское управление нужно считать состоящим в ближайшем родстве с тираническим…

30 июня двинулось в Персию; сначала ехало рекой Москвой до Коломны, затем Окой до Нижнего Новгорода. Здесь был построен специально для путешествия посольства по Волге парусно-гребной корабль «Фредерик», под руководством любекского мастера Кордеса, сопровождавшего посольство.

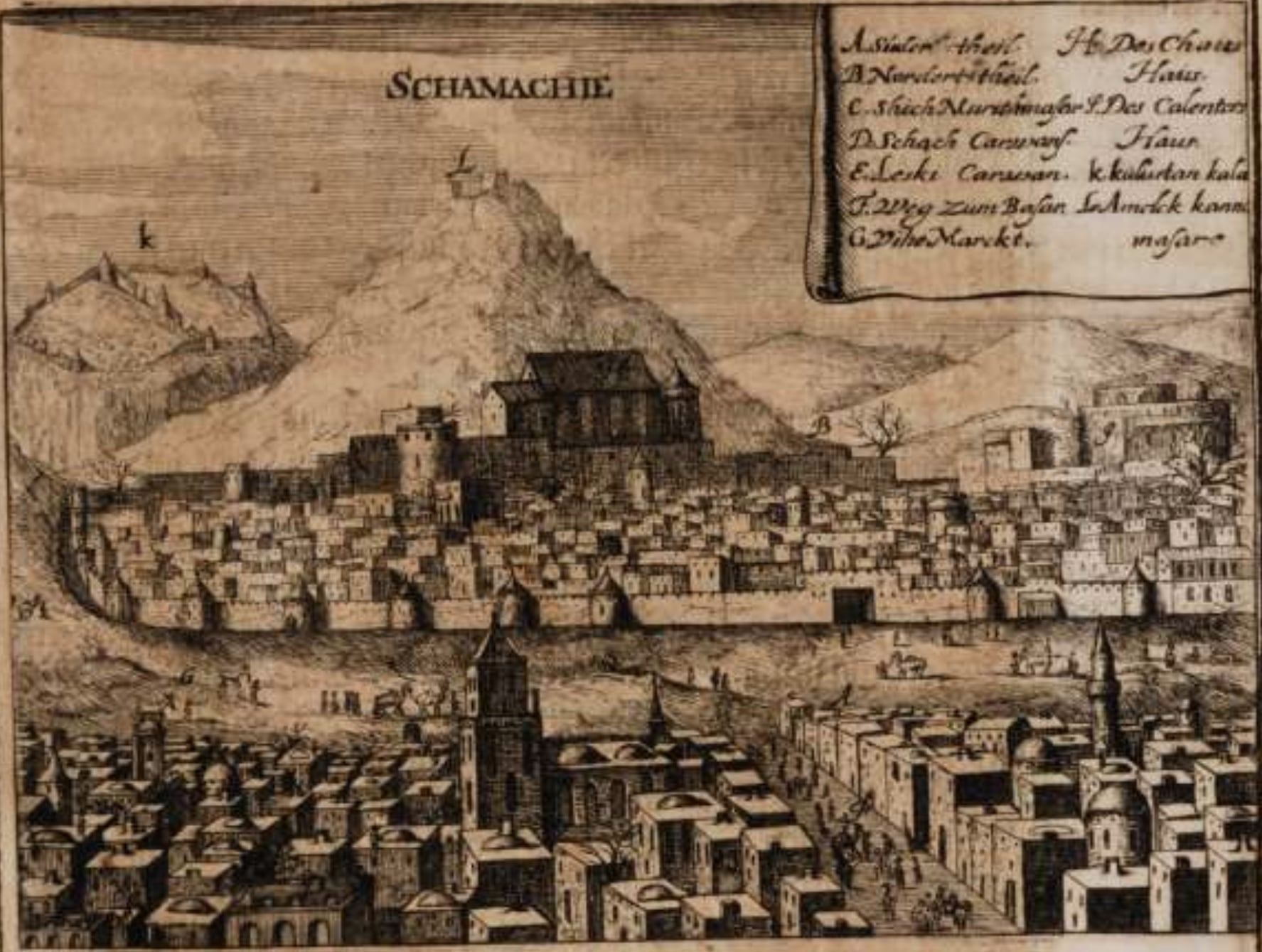
Шамаха. Гравюра из «Описания путешествия». А. Олеария. 1656 г.

30 июля посольство отправилось вниз по Волге и дальше по Каспийскому морю в Персию, но после шторма корабль выбросило на берег у деревни Низабад; 22 декабря посольство прибыло в Шамаху, где 4 месяца ожидало разрешения персидского шаха продолжать путь, и только 3 августа 1637 года достигло сефевидской столицы Исфахан, где прожило до 20 декабря. В 1638 году посольство проследовало по территории Западного Прикаспия, подробно описанного в записках Олеария. Здесь же сделаны наброски для будущих гравюр с изображением Шамахи, Дербента и Тарков. Позже через Астрахань, Казань и Нижний Новгород посольство возвратилось в Москву, куда прибыло 2 января 1639 года. Здесь посольство оставалось 2 месяца.
Олеарий понравился царю Михаилу Фёдоровичу, который предложил ему остаться в Москве, в качестве придворного астронома и землеведа; но переговоры по этому предмету остались без результата. 1 августа 1639 года посольство возвратилось в Голштинию.

### Итоги путешествия
Путешествие стоило громадных издержек, но главной цели своей — завести торговые сношения с Персией через Россию — оно не достигло. По возвращении в Готторп Олеарию пришлось выступить обвинителем против стоявшего во главе посольства Отто Бругмана, допускавшего во время пути много злоупотреблений: в 1640 году Бругман был казнён.

## Жизнь после путешествия

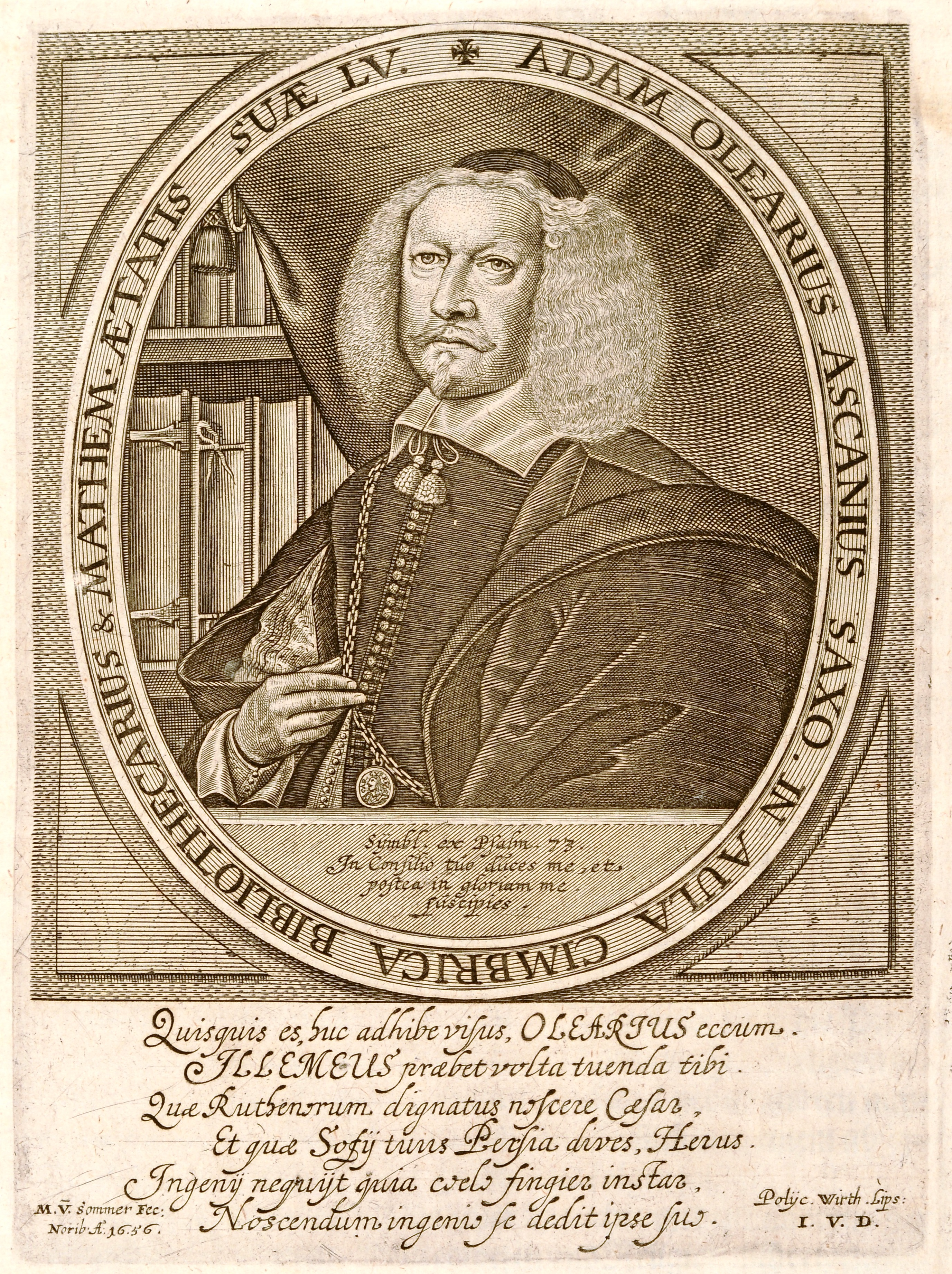
Олеарий Адам, гравюра 1656 г.

Возвратясь из Персии, Олеарий поселился в резиденции герцога Фридриха III замке Готторп, занимая должность придворного библиотекаря и математика. В 1643 году он опять был в Москве, где царь снова приглашал его к себе на службу, но Олеарий отказался и вернулся в Германию.
В 1654 году организованная по инициативе короля Фредерика III главным управляющим таможней Копенгагена Генрихом Миллером экспедиция в Гренландию привезла в Данию трех эскимосок, доставленных позже в Готторп, где Олеарий смог познакомиться с ними лично. Записав около сотни слов из их языка, ученый отметил также определённое сходство во внешности и привычках гренландок с встречавшимися ему в России самоедами. Истории исследования Гренландии, культуре и обычаям её коренного населения посвящена глава IV книги 3-й сочинения Олеария о России.
Олеарий — один из лучших немецких прозаиков своего времени. Ему принадлежит и перевод «Гюлистана» Саади, под заглавием «Persianisches Rosenthal» (Шлезвиг, 1654). Он составил персидский словарь, оставшийся в рукописи.
Умер в 1671 году.

## Семья
Олеарий был женат на Екатерине Мюллер, дочери ревельского магистратского советника Иоганна Мюллера. У них было двое детей. Дочь — Мария-Елизавета (род. 1640 г.) и сын — Филипп-Христиан Олеарий (род. 14 апреля 1658 г.):14.

## Книга
Посольство, в котором принимал участие Олеарий, подробно, день за днём, описано им, и это описание представляет собой одно из замечательнейших литературных явлений XVII века, а вместе с тем, благодаря своей точности, является и одним из важнейших источников для изучения истории России того времени.
Кроме необходимых научных сведений и знания языков русского и арабского, Олеарий обладал наблюдательностью, осторожностью, критическим тактом. У него есть и ошибки, но они не уменьшают значения книги. В первый раз сочинение Олеария было издано в Шлезвиге в 1647 году, с посвящением герцогу Фридриху и с приложением письма фон Мандельсло к Олеарию о путешествии его в Восточную Индию, стихотворения Олеария на смерть фон Мандельсло и его эпитафии. Второе, переделанное самим Олеарием, издание вышло в 1656 году, третье — в 1663 году, четвёртое, уже после смерти Олеария — в 1696 году. Издания эти снабжены рисунками местностей, одежд, сцен домашней и общественной жизни и тому подобных предметов и явлений, снятыми Олеарием с натуры. В 1656 году появился французский перевод, выдержавший несколько изданий, в 1651 году — голландский, в 1662 году — английский. В 1658 году появились три первые книги на языке итальянском. Полный русский перевод появился только в 1869—1870 годах в «Чтениях Московского Общества Истории и Древностей Российских». Сделан он П. П. Барсовым с 3-го издания 1663 года. Книга была заново переведена (с небольшими сокращениями) А. Ловягиным и напечатана в 1906 году, переиздана в 1996 и в 2003 годах.

### План Москвы 1638 года

План города Москвы из книги Адама Олеария «Описание путешествия Голштинского посольства в Московию и Персию»

Из книги Адама Олеария «Описание путешествия Голштинского посольства в Московию и Персию».
План Москвы из книги Олеария «Описание путешествия Голштинского посольства в Московию и Персию» — первый из планов Москвы, где показаны перемены в планировке Москвы после пожара 1626 года.
Главное изменение — появление в Замоскворечье Земляного вала со рвом и бастионами и Скородома со всеми его башнями. Сведения о застройке Москвы выборочны. Спасская башня изображена уже с надстроенным верхом. В других частях города среди застройки выделяются деревянные и каменные здания, облик которых передан подробно и, вероятно, достоверно. Некоторые из них вошли отдельными рисунками в книгу. Все, с точки зрения Олеария, достопримечательности Москвы даны на плане крупным масштабом. Все это делает план Олеария очень ценным источником сведений о посадской застройке Москвы середины XVII века.

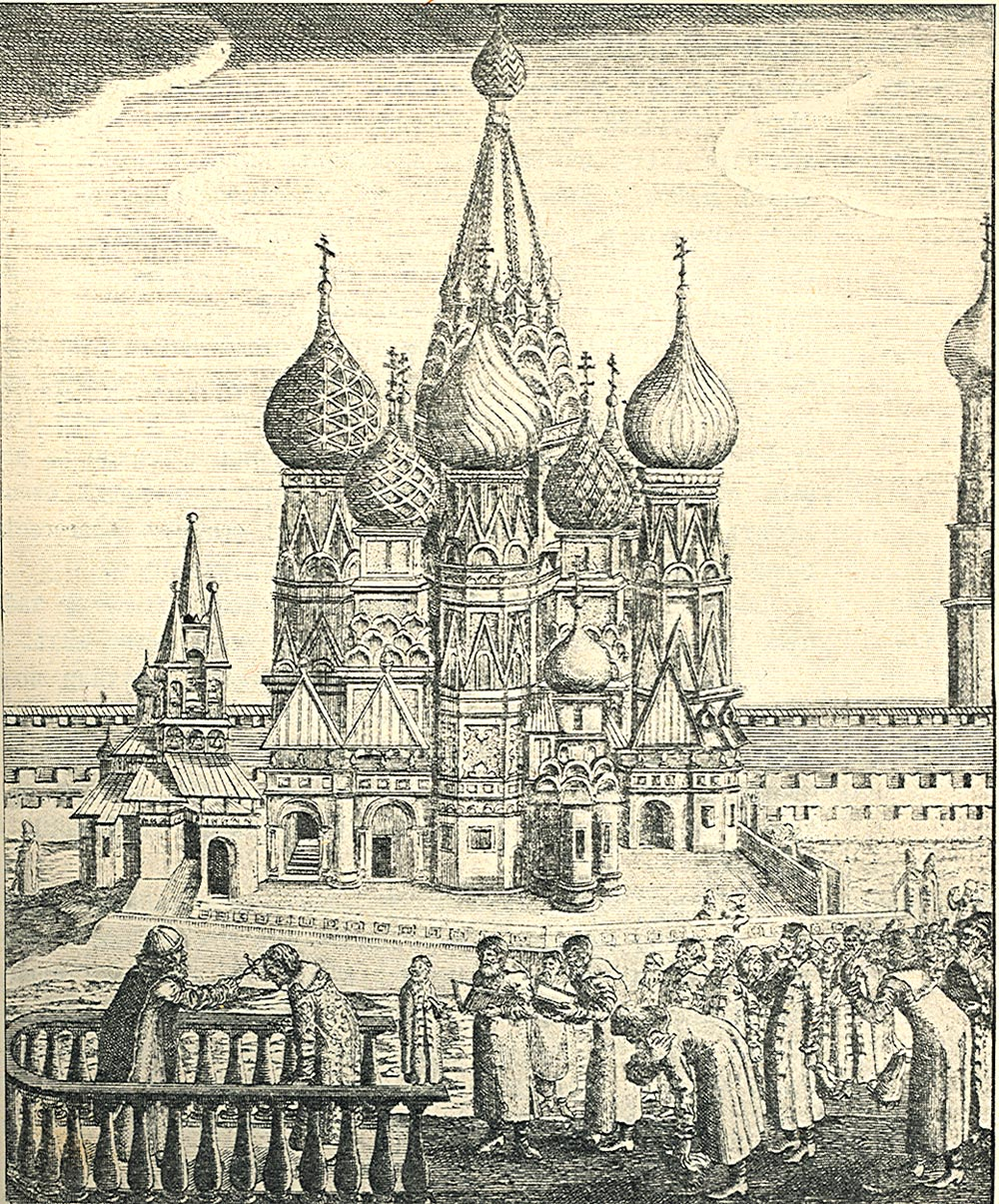
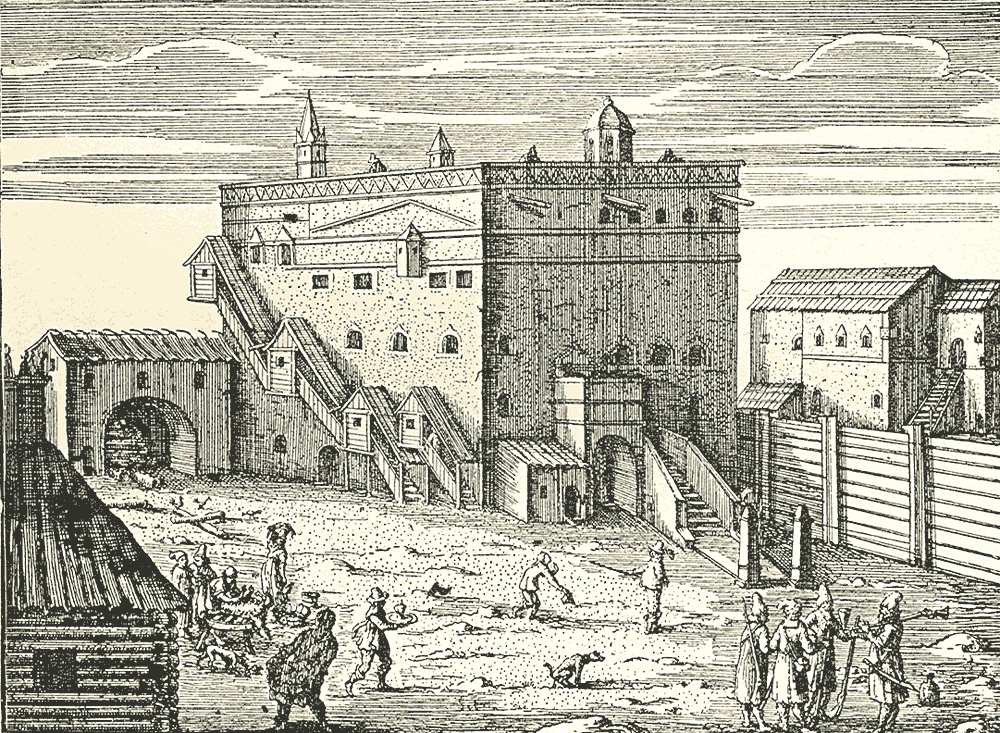
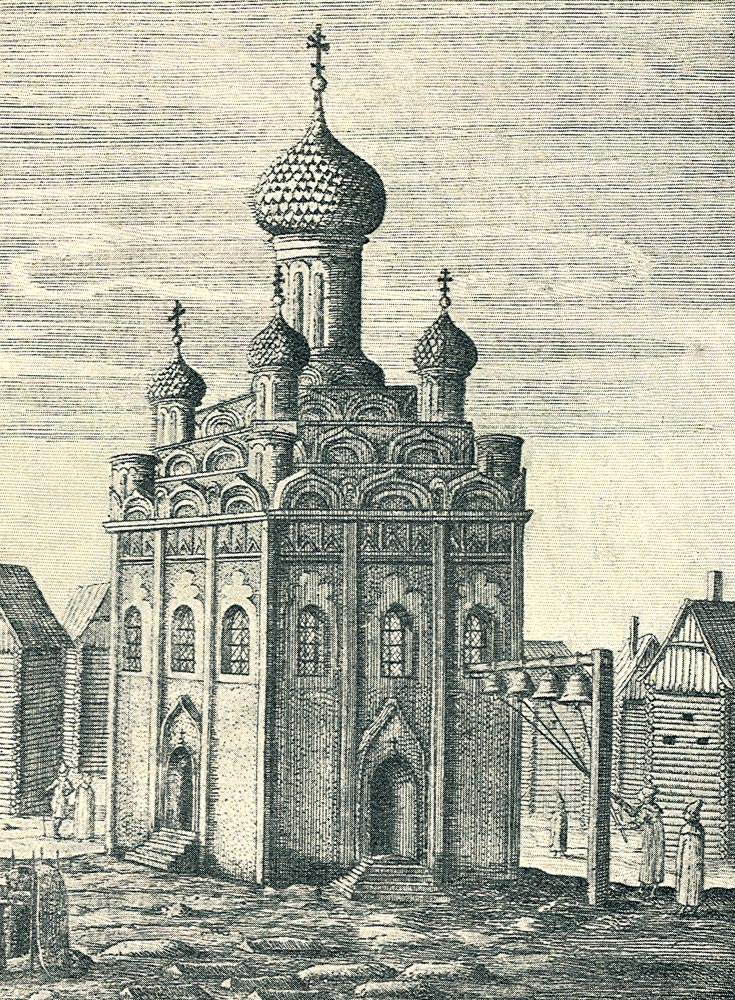
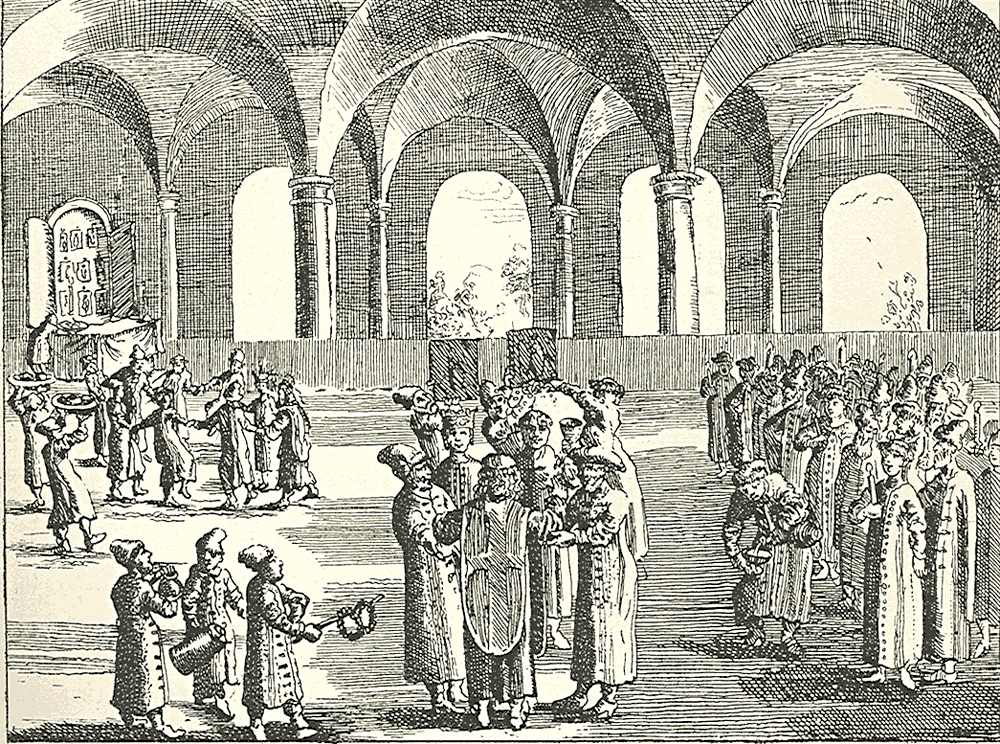

## Оценка деятельности
В фактах, известных из жизни Олеария, он выступает как человек твёрдый, правдивый, предприимчивый. Вместе с тем, в отличие от многих деятелей XVII века, для него характерна некоторого рода чувствительная сентиментальность, проявившаяся, например, в долгой дружбе с поэтом П. Флемингом:14.
Особое значение имеют его работы как рисовальщика. Выполненные со всей возможной тщательностью они, наряду с детальным описанием в книге быта Московии XVII века, являются чрезвычайно ценными свидетелями ушедшей эпохи:15.

## Труды

### Прижизненные издания описания путешествий
- Offt begehrte Beschreibung Der Newen Orientalischen Reise / So durch Gelegenheit einer Holsteinischen Legation an den König in Persien geschehen: Worinnen Derer Orter und Länder/ durch welche die Reise gangen / als fürnemblich Rußland / Tartarien und Persien / sampt ihrer Einwohner Natur/ Leben und Wesen fleissig beschrieben / und mit vielen Kupfferstücken / so nach dem Leben gestellet / gezieret / Durch M. Adamum Olearium, Ascanium Saxonem, Fürstl: Schleßwig-Holsteinischen Hoff-mathemat. Item Ein Schreiben des WolEdeln [et]c. Johann Albrecht Von Mandelslo: worinnen dessen OstIndianische Reise über den Oceanum enthalten; Zusampt eines kurtzen Berichts von jetzigem Zustand des eussersten Orientalischen KönigReiches Tzina. Schleswig 1647. (нем.) Библиотека герцога Августа в Вольфенбюттеле Архивная копия от 2 марта 2019 на Wayback Machine
- Vermehrte Newe Beschreibung Der Muscowitischen und Persischen Reyse So durch gelegenheit einer Holsteinischen Gesandtschaft an den Russischen Zaar und König in Persien geschehen. Schleswig 1656. (нем.) Баварская государственная библиотека Архивная копия от 16 ноября 2017 на Wayback Machine
- Ausführliche Beschreibung der kundbaren Reyse Nach Muscow und Persien. So durch gelegenheit einer Holsteinischen Gesandschafft von Gottorff auß an Michael Fedorowitz den grossen Zaar in Muscow / und Schach Sefi König in Persien geschehen … Schleswig 1663. (нем.) Библиотека герцога Августа в Вольфенбюттеле Архивная копия от 4 марта 2016 на Wayback Machine

### Перевод на русский язык
- Подробное описание путешествия голштинского посольства в Московию и Персию в 1633, 1636 и 1637 годах, составленное секретарём посольства Адамом Олеарием / Пер. П. П. Барсова. — М.: ОИДР, 1870. — 1156 с.
- Олеарий А. Описание путешествия в Московию и через Московию в Персию и обратно / Введение, перевод, примечания и указатель А. М. Ловягина. — СПб.: Издание А. М. Суворина, 1906. — XXVIII, 582 с., 66 илл. в тексте, 19 илл. на отд. стр. — Полный скан издания на сайте музея редкой книги МГИМО-Университета Архивная копия от 12 ноября 2020 на Wayback Machine

## Память
У честь учёного в его родном городе Ашерслебен поставлена его статуя на сохранившемся фрагменте крепостной стены у Иоанновых ворот с Надвратной башней, а внизу установлена мемориальная доска с краткими биографическими сведениями о нём. 

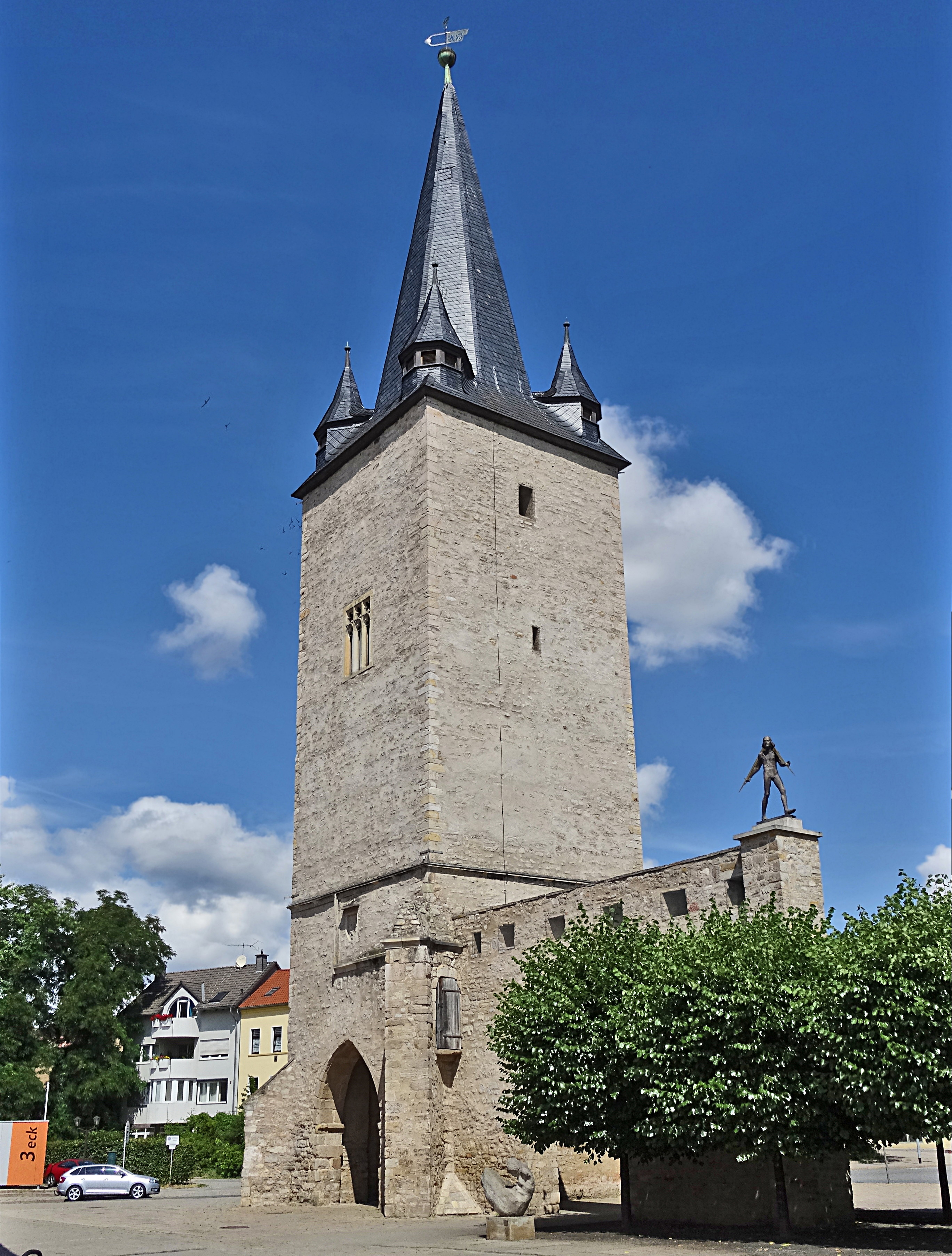
Надвратная Иоаннова башня (Ашерслебен) бывших городских укреплений с бронзовой статуей Адама Олеария

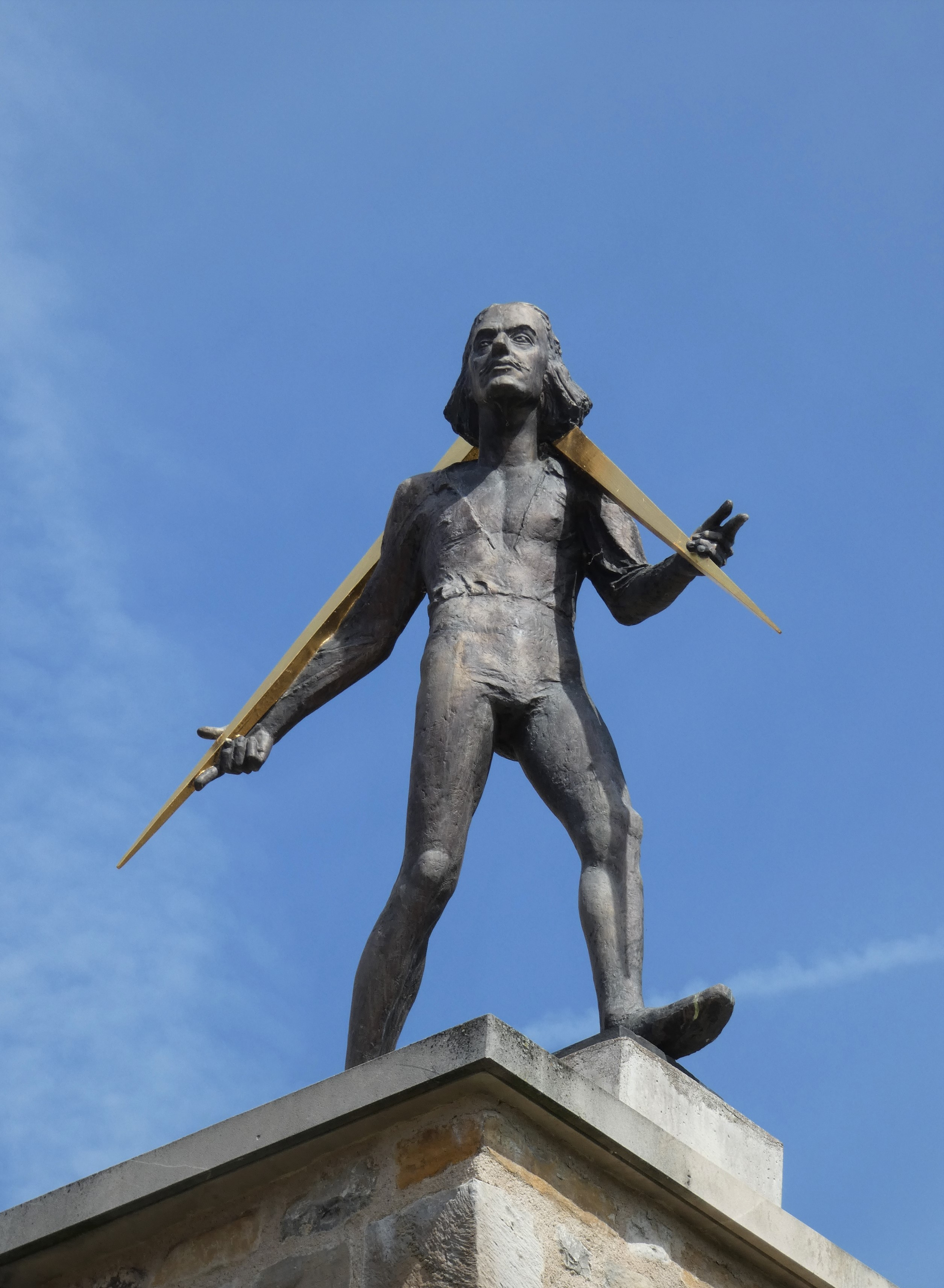
статуя Адама Олеария

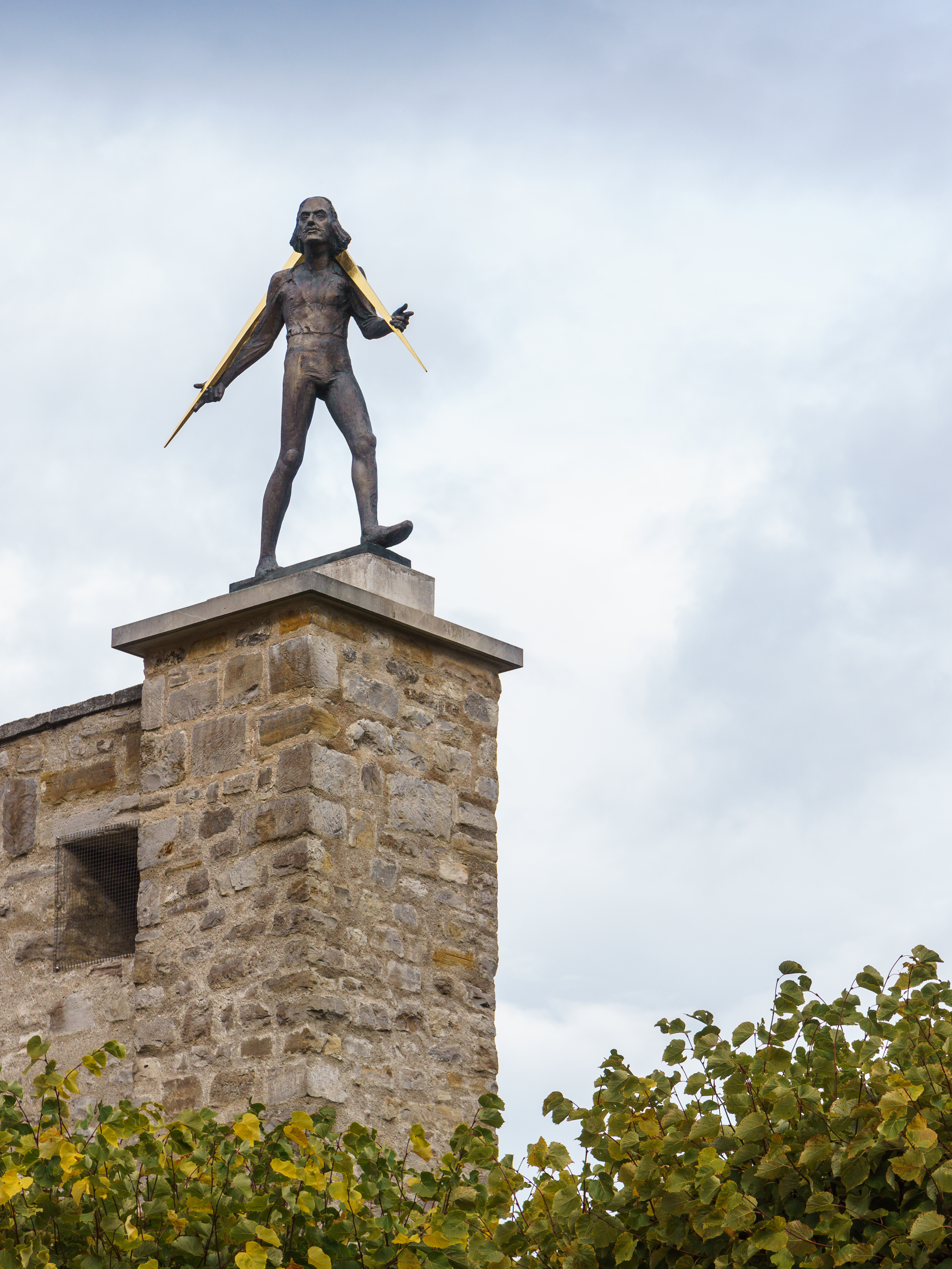

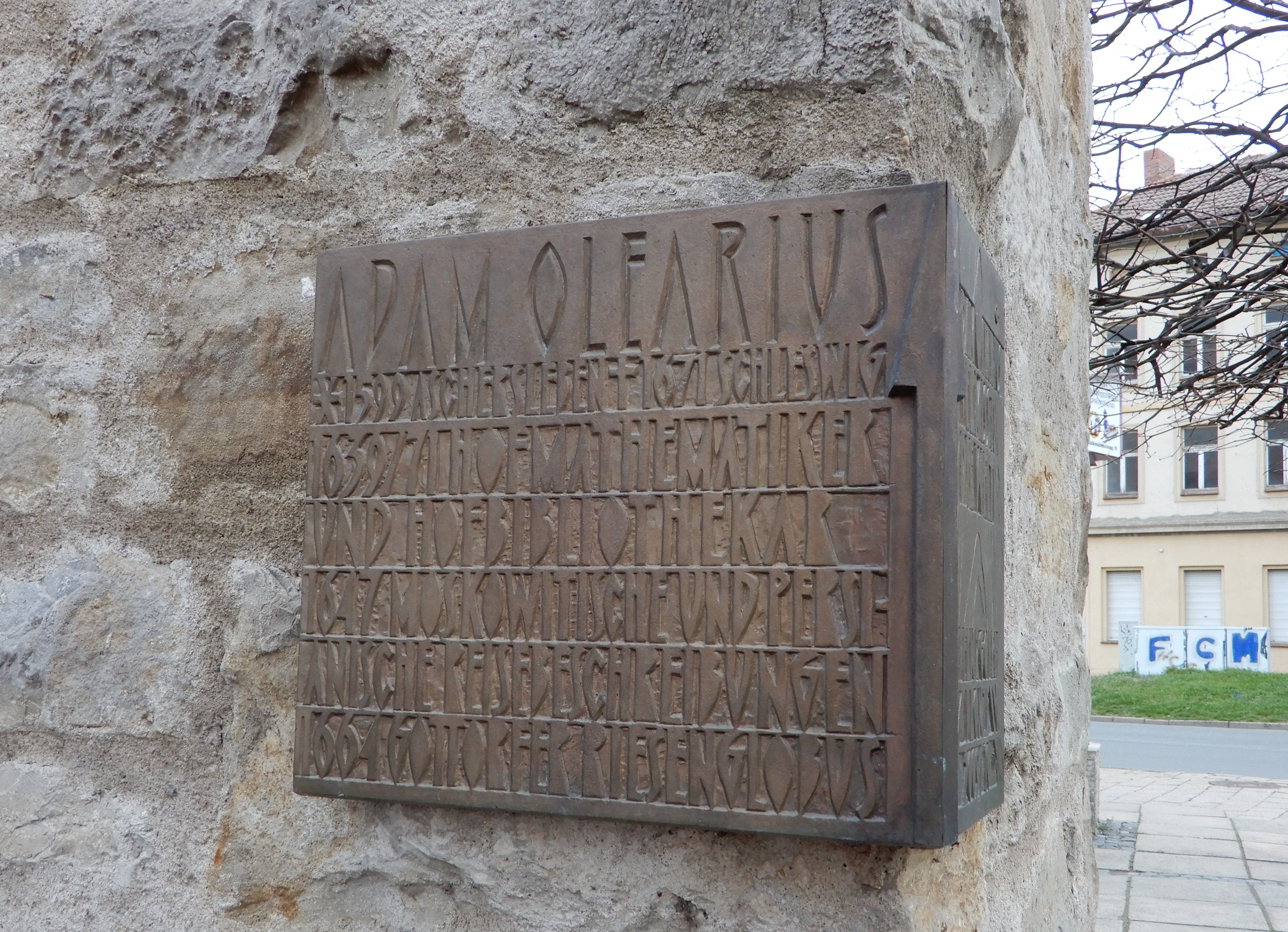
Мемориальная доска немецкому учёному XVII века Адаму Олеарию в его родном городе Ашерслебен в федеральной земле Саксония-Анхальт под его скульптурным изображением на сохранившемся фрагменте городской стены у башни Иоанновых ворот с его краткими биографическими сведениями:
Adam Olearius. *1599 Aschersleben †1671 Schleswig.1639/71 Hofmathematiker und Hofbibliothekar. 1647 Moskowitische und Persianische Reisebeschreibungen. 1664 Gottorper Riesenglobus. «Адам Олеарий, *1599 Ашерслебен †1671 Шлезвиг. 1639/71 придворный математик и придворный библиотекарь. 1647 г. Московские и персидские путевые заметки. 1664 Готторпский гигантский глобус»